# Swami Vivekananda
Swami Vivekananda (n. 12 ianuarie 1863, Ward No. 26, Kolkata Municipal Corporation⁠(d), India Britanică – d. 4 iulie 1902, Belur⁠(d), India Britanică, India) a fost un călugăr hindus și un însemnat lider spiritual indian al secolului al XIX-lea. El a fost unul dintre cei mai de seamă discipoli ai misticului indian Sri Ramakrishna. A promovat ideea unității religioase și a propagat filosofia Vedanta în Occident. 